# Agamana cavatalis
Agamana cavatalis là một loài bướm đêm trong họ Erebidae.